# Rhopalostylis
Rhopalostylis is een geslacht van palmen, bestaande uit twee soorten. De soorten komen voor op de eilanden van de Zuid Pacific. Beide soorten hebben een gladde stam met regelmatige geringde littekens van afgevallen bladeren. De bladeren zijn 3 tot 5 meter lang en de bladbasis omsluit de stam. 

## Verspreiding
De soort Rhopalostylis baueri komt voor op het eiland Norfolk en de Kermadeceilanden, gelegen ten noordoosten van Nieuw-Zeeland. De populatie palmen van de soort Rhopalostylis baueri op de Kermadeceilanden vormde voorheen de afzonderlijke soort Rhopalostylis cheesemanii, maar werd in 2005 opgenomen binnen de soort Rhopalostylis baueri omdat uit vergelijking bleek dat er geen belangrijke verschillen zijn.
De soort Rhopalostylis sapida, ook bekend als de nikau-palm, is de enige inheemse palmsoort die voorkomt op het vasteland van Nieuw-Zeeland. De soort wordt daar aangetroffen in laaglandbossen op het Noordereiland, in de kustgebieden van het Zuidereiland en verder naar het zuiden op het Banks-schiereiland en op de Chathameilanden. De Rhopalostylis sapida is daarmee de meest zuidelijk voorkomende palmsoort.

## Soorten
- Rhopalostylis baueri (Hook.f.) H.Wendl. & Drude
- Rhopalostylis sapida H.Wendl. & Drude

... · 
Acanthophoenix · 
Acoelorrhaphe · 
Acrocomia · 
Actinokentia · 
Actinorhytis · 
Adonidia · 
Aiphanes · 
Allagoptera · 
Alloschmidia · 
Ammandra · 
Aphandra · 
Archontophoenix · 
Areca · 
Arenga · 
Asterogyne · 
Astrocaryum · 
Attalea · 
Balaka · 
Bactris · 
Barcella · 
Basselinia · 
Beccariophoenix · 
Bentinckia · 
Bismarckia · 
Borassodendron · 
Borassus · 
Brahea · 
Brassiophoenix · 
Brongniartikentia · 
Burretiokentia · 
Butia · 
Calamus · 
Calospatha · 
Calyptrocalyx · 
Calyptrogyne · 
Calyptronoma · 
Campecarpus · 
Carpentaria · 
Carpoxylon · 
Caryota · 
Ceratolobus · 
Ceroxylon · 
Chamaedorea · 
Chamaerops · 
Chambeyronia · 
Chelyocarpus · 
Chuniophoenix · 
Clinosperma · 
Clinostigma · 
Coccothrinax · 
Cocos · 
Colpothrinax · 
Copernicia · 
Corypha · 
Cryosophila · 
Cyphokentia · 
Cyphophoenix · 
Cyphosperma · 
Cyrtostachys · 
Daemonorops · 
Deckenia · 
Desmoncus · 
Dictyocaryum · 
Dictyosperma · 
Dransfieldia · 
Drymophloeus · 
Dypsis · 
Elaeis · 
Eleiodoxa · 
Eremospatha · 
Eugeissona · 
Euterpe · 
Euterpe · 
Gaussia · 
Guihaia · 
Hedyscepe · 
Hemithrinax · 
Heterospathe · 
Howea · 
Hydriastele · 
Hyophorbe · 
Hyospathe · 
Hyphaene · 
Iguanura · 
Iriartella · 
Itaya · 
Johannesteijsmannia · 
Juania · 
Jubaea · 
Jubaeopsis · 
Kentiopsis · 
Livistona · 
Lodoicea · 
Mauritia · 
Medemia · 
Metroxylon · 
Nannorrhops · 
Nypa · 
Phoenix · 
Raphia · 
Ravenea · 
Rhapis · 
Rhopalostylis · 
Roystonea · 
Sabal · 
Salacca · 
Serenoa · 
Syagrus · 
Tahina · 
Trachycarpus · 
Trithrinax · 
Washingtonia · 
Wodyetia · 
...